# Scherkondetalbrücke
Die Scherkondetalbrücke ist eine zweigleisige Eisenbahnüberführung der Neubaustrecke Erfurt–Leipzig/Halle. Das 576,5 m lange Bauwerk ist als Rahmenbrücke nahezu fugen- und lagerlos ausgebildet, eine Konstruktionsform, die so bei einer Spannbetoneisenbahnbrücke in Deutschland noch nicht zur Anwendung kam, da bisher in der Rahmenplanung für Großbrücken der Deutschen Bahn die Austauschbarkeit der Überbauten vorgegeben war. Durch geänderte Entwurfsvorgaben soll die Bauweise künftig Standard werden.
Die Scherkondetalbrücke wurde mit dem undotierten Deutschen Brückenbaupreis 2012 in der Kategorie „Straßen- und Eisenbahnbrücken“ ausgezeichnet, da gemäß Juryurteil „ein ästhetisch überzeugendes innovatives Bauwerk und ein Meilenstein des modernen Eisenbahnbrückenbaus“ errichtet wurde. Es ist die erste semi-integrale Spannbetonbrücke für den Hochgeschwindigkeitsverkehr der Deutschen Bahn.

## Verlauf
Das Bauwerk liegt zwischen den Streckenkilometern 215,353 und 215,929. Es überspannt östlich des Ortes Krautheim, zirka 15 km nördlich von Weimar, das Tal der Scherkonde in bis zu 34 m Höhe. Östlich folgt der Überholbahnhof Großbrembach und die Gänsebachtalbrücke.

## Geschichte

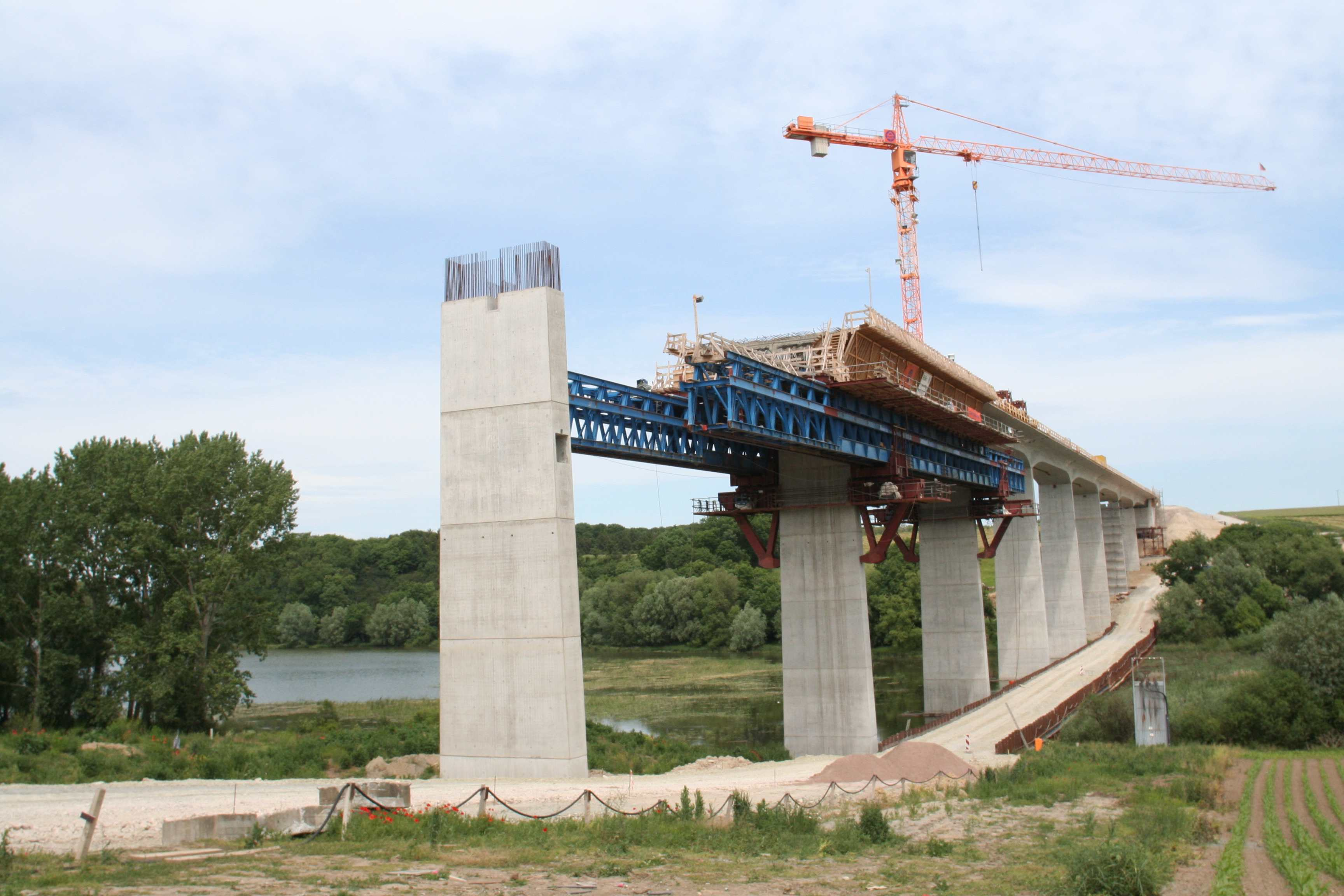
Vorschubrüstung

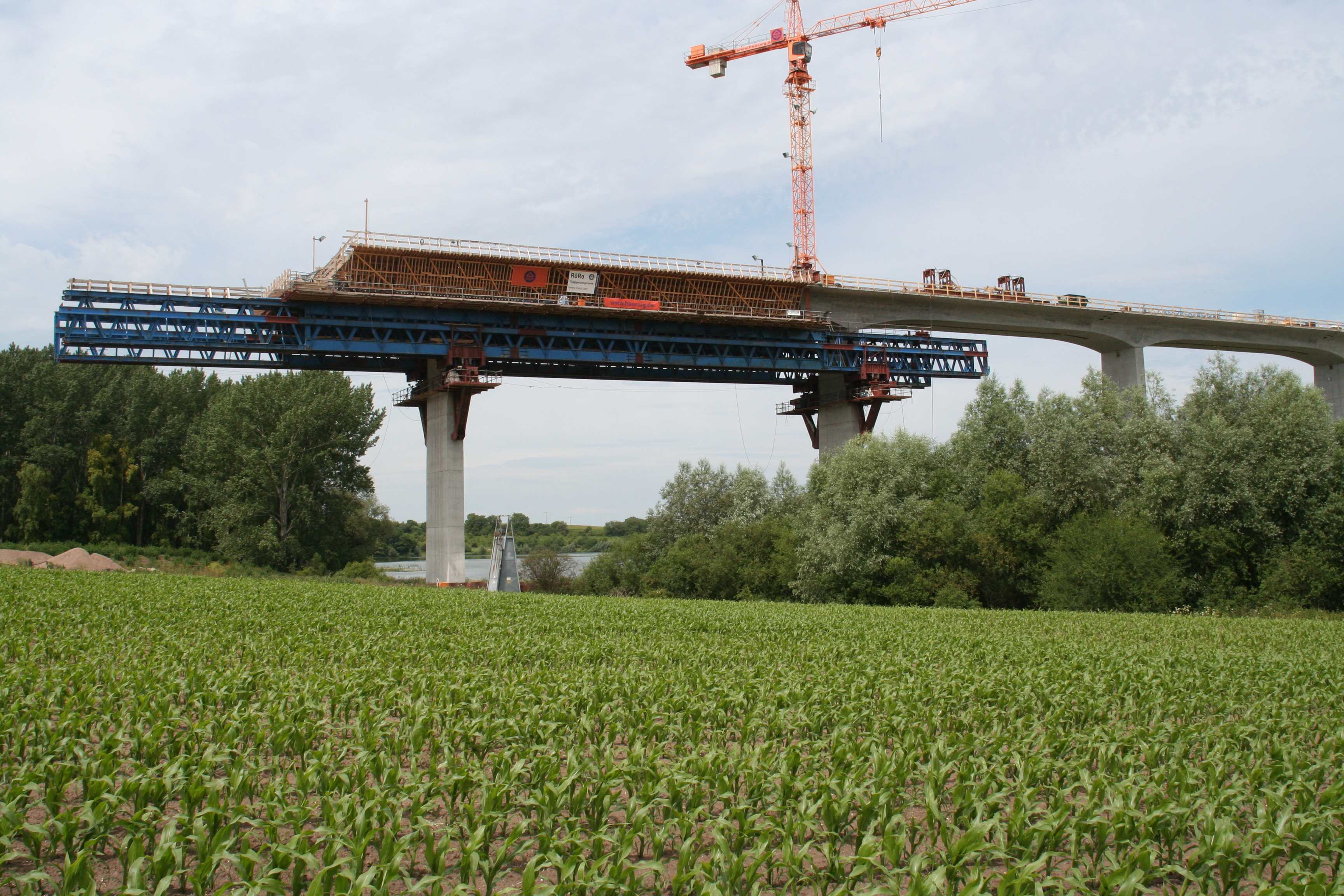
Bauzustand Juni 2009

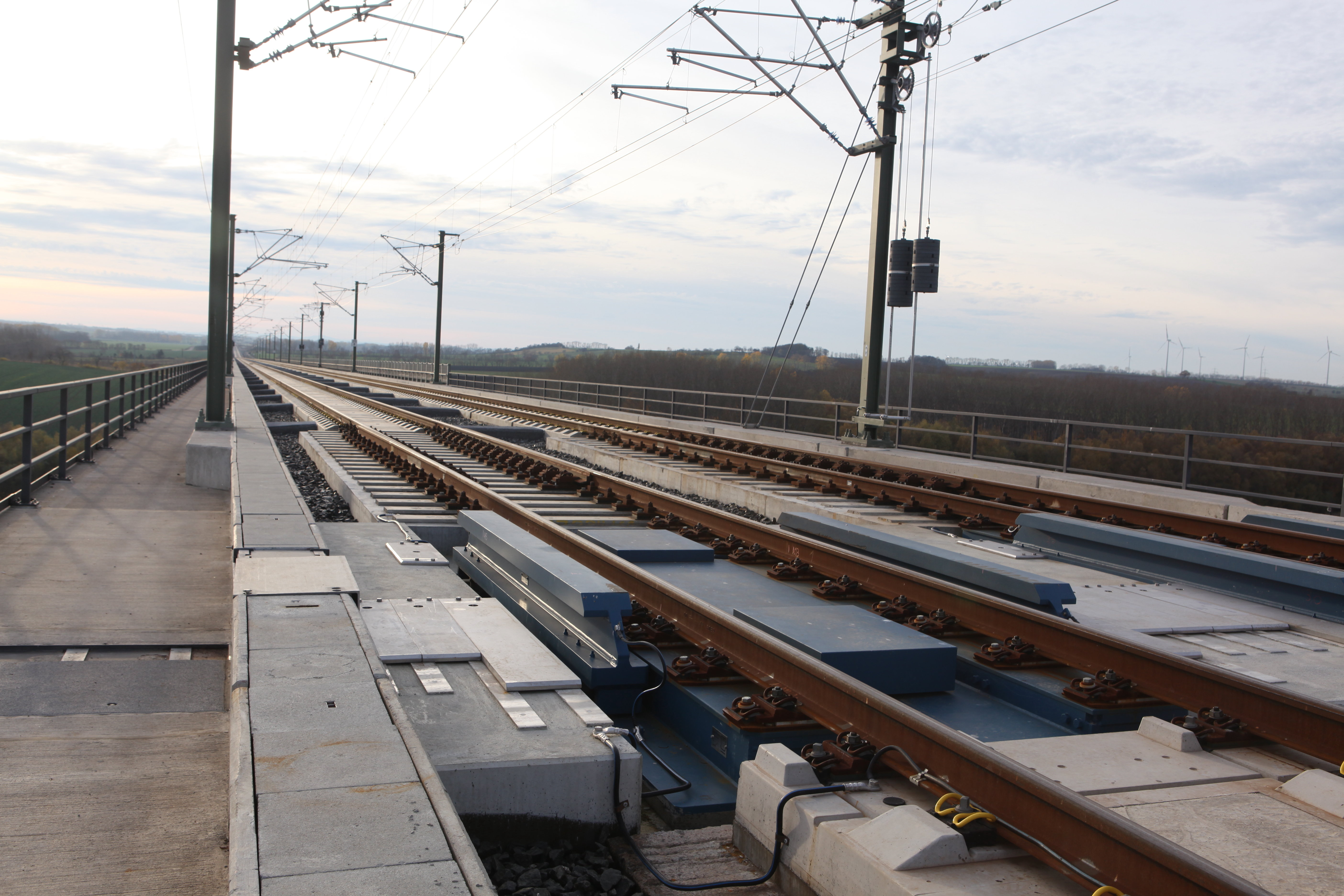
Feste Fahrbahn mit Ausgleichsplatte, Schienenauszug und zusätzlicher seitlicher Führung

### Planung
Die Brücke liegt im Planfeststellungsabschnitt 1.2 der Neubaustrecke.
Nach dem Planungsstand von Juni 1994 wurde das Bauwerk mit Kosten von 25 Millionen D-Mark netto kalkuliert.
Das Ergebnis der Planfeststellung im Jahr 1995 sah ein Bauwerk mit einer Länge von 572 m zwischen den Baukilometern 24,25 und 24,83 vor. Die Brücke sollte entsprechend der Regelbauweise mit einem Hohlkastenquerschnitt ausgeführt werden. Bei einheitlichen Stützweiten von 44 m in Längsrichtung waren zwei Durchlaufträgern mit sechs beziehungsweise sieben Feldern geplant, die eine Bewegungsfuge trennte. Als Bewegungsruhepunkte waren die Widerlager vorgesehen.
2007 wurde der Entwurf überarbeitet, um unter Einhaltung der Planfeststellung ohne Regelwerksabweichungen eine erhöhte Transparenz zu erhalten, und zwischen 2008 und 2011 dementsprechend realisiert.

### Bau
Die Ausschreibung des Bauprojektes erfolgte im Juni 2007. Der Bauauftrag wurde Anfang Dezember 2007 bei einem Auftragsvolumen von 13,7 Millionen Euro netto für das Baulos einschließlich Erdbauarbeiten vergeben. Im Oktober 2010 war der Rohbau und 2011 das Bauwerk durch die Adam Hörnig Baugesellschaft fertiggestellt. Der Überbau wurde mit einer Vorschubrüstung, am östlichen Widerlager beginnend, hergestellt.
Am 13. August 2014 erfolgte eine Probebelastung mit zwei je 966 Tonnen schweren Güterzügen.

## Konstruktion
Der Spannbetonüberbau besteht aus 14 Öffnungen mit Stützweiten von 27,0 m im Randfeld, 36,5 m in den folgenden zwei Feldern, 44 m in den nächsten zehn Innenfeldern und noch einmal 36,5 m. Als Gründung sind Bohrpfähle mit bis zu 19 m Länge vorhanden. Bei der Scherkondetalbrücke ist als Überbau ein gevouteter Spannbetonplattenbalken mit einem Vollquerschnitt vorhanden, der mit 11 der 13 Stützen monolithisch verbunden ist. Damit sind ein schlankerer Überbau sowie schlankere Pfeiler möglich und die Wartung der Lager kann entfallen. Allerdings ist eine Austauschbarkeit des Überbaus nicht mehr gegeben.
Die Konstruktionshöhe des Überbaus ist variabel, im Feld 2,0 m und über den Pfeilern 3,5 m. Elf Pfeiler sind massiv ausgebildet und weisen eine Stärke von 1,5 m auf. In Querrichtung besitzen die Pfeiler am Kopf eine Breite von 5,50 m und einen Pfeileranzug von 1:40. Bei den üblichen Brückenkonstruktionen auf den Neubaustrecken mit Durchlaufträgerüberbauten beträgt bei gleichen Stützweiten die Konstruktionshöhe konstant 3,6 m und aufgrund des Platzbedarfes für die Lager auf den Pfeilern deren Stärke 2,7 m. Die Widerlager und Pfeiler sind im anstehenden Tonstein mit Großbohrpfählen von bis zu etwa 19,0 m Länge gegründet.
Ruhepunkt der Brücke ist das westliche Widerlager mit einem kraftschlüssigen Anschluss an den Überbau und die folgenden elf Pfeiler. Auf den beiden restlichen Pfeilern sowie dem östlichen Widerlager sind Lager angeordnet, außerdem ist am östlichen Widerlager eine Dehnfuge mit einem Schienenauszug vorhanden.